# Tony Ryan
Pour les articles homonymes, voir Ryan.
Thomas Anthony « Tony » Ryan, né le 2 février 1936 à Thurles en Irlande et mort le 3 octobre 2007 à Celbridge dans le même pays, est un homme d'affaires irlandais connu pour être le cofondateur de la compagnie aérienne à bas prix Ryanair.